# Aeropuerto de Saül
El Aeropuerto de Saül (IATA: XAU, ICAO: SOOS) es un aeropuerto que sirve a Saül, una comuna o municipio de la Guayana Francesa un territorio dependiente de Francia en la parte septentrional de América del Sur. 
El aeropuerto fue construido a una altitud de 735 pies (224 m) sobre el nivel medio del mar. Se ha designado una pista como 03/21 con una superficie sin pavimentar que mide 1.200 por 60 metros (3.937 pies x 197 pies).
Air Guyane Express operó vuelos regulares a Cayena y Maripasoula hasta agosto de 2023.